# Aabenraa Fjord
Aabenraa Fjord er en 10 km lang og 3-4 km bred fjord, i den sydvestlige ende af Lillebælt med halvøen Løjt Land mod nord, mod vest ligger byen Aabenraa, og syd for byen kraftvarmeværket Enstedværket med Nordeuropas største kul- og oliehavn der er 16-18 m dyb. I sydøst afgrænses fjorden af halvøen Varnæs Hoved, der også markerer indsejlingen til Als Fjord. Fjorden er op til 45 m dyb, omgivet af stejle,
skovklædte bakker langs stranden.